# Aline Sitoé Diatta (ferry)
L’Aline Sitoé Diatta est un ferry construit en 2006-2007 à Berne en Allemagne, qui effectue depuis mars 2008 la liaison maritime entre Ziguinchor et Dakar au  Sénégal. Il passe devant l’embouchure de la Gambie. Son nom rend hommage à Aline Sitoé Diatta, héroïne de la résistance casamançaise.
Il effectue deux aller-retours par semaine. La durée du voyage est d'environ 15 heures, y compris les opérations d'embarquement et de débarquement.
Après le Joola, qui fit naufrage en septembre 2002il prend la relève du Wilis.
Le ferry a une capacité de 490 passagers et peut en outre transporter 200 tonnes de fret.